# Cathayanthe
Cathayanthe, monotipski biljni rod iz porodice gesnerijevki. Jedina vrsta je C. biflora, endem sa otoka Hainana

## Etimologija
Ime roda sastavljeno od cathay, arhaičnog ili književnog naziva za Kinu, i grčkog άνθη, anthē = cvijet.

## Opis
Višegodišnje zeljaste biljke s tankim horizontalnim rizomom. Listovi koji u nizu (? dva reda) izbijaju iz rizoma, dugopeteljkasti, lamina opnasta, usko obrnuto jajasti ili jajasto lancetasti. Cime, s jednim parom kimajućih cvjetova; brakteole odsutne. Čašični listovi spojeni, tvore dvostruku čašku, gornja usna nerazdijeljena, donja usna 4-režnjevita, režnjevi kopljasti. Vjenčić ljubičast, cjevasto zvonasti, dvokraki, gornja usna 2 režnja, donja usna 3 režnja, režnjevi eliptični, jednake veličine. Prašnika 4; filamenti umetnuti na sredini vjenčića, zakrivljeni, žljezdasto dlakavi; prašnici koherentni, lokule na vrhu konfluirane, vezivno vršno; staminodi odsutni. Nektarij kupularni. Jajnik usko elipsoidan, žljezdano pubescentan; stil vitak; stigma poluorbikularna, udubljena. Čahura usko elipsoidna, stisnuta, lokulicidno dehiscentna, postojanog oblika. Broj kromosoma: nepoznat.